# Bergues-sur-Sambre
Bergues-sur-Sambre es una comuna francesa, situada en el departamento de Aisne, de la región de Alta Francia.

## Demografía
| 282 | 269 | 264 | 239 | 211 | 195 | 202 | 211 |
| Para los censos de 1962 a 1999 la población legal corresponde a la población sin duplicidades (Fuente: INSEE [Consultar]) |     |     |     |     |     |     |     |